# مایکل نوولز (بازیگر)
مایکل نوولز (به انگلیسی: Michael Knowles) (زاده ۱۹۳۷) بازیگر و فیلم‌نامه‌نویس انگلیسی است.
از فیلم‌های معروف او می‌توان به بازی در فیلم بوسه خون‌آشام اشاره کرد.